# يوهان كريستيان ويغب
يوهان كريستيان ويغب (بالألمانية: Johann Christian Wiegleb)‏‏ (21 ديسمبر 1732 - 16 يناير 1800) عالم طبيعية وصيدلي ألماني. قدم مساهمات كبيرة في تطوير الكيمياء والصيدلة في العلوم الحديثة. 

## ببليوغرافيا
- Winfried Pötsch u.a. Lexikon bedeutender Chemiker. Harri Deutsch 1989
- Achim M. Klosa: Johann Christian Wiegleb (1732-1800) Eine Ergobiographie der Aufklärung. Wissenschaftliche Verlagsgesellschaft, Stuttgart 2009, (ردمك 978-3-8047-2529-4).

## روابط خارجية
- نصوص عن يوهان كريستيان ويغب في فهرس مكتبة ألمانيا الوطنية
- Biography of Johann Christian Wiegleb
- Die natürliche Magie From the Harry Houdini Collection في مكتبة الكونغرس